# Norvégia az 1994. évi téli olimpiai játékokon
Norvégia a Lillehammerben megrendezett 1994. évi téli olimpiai játékok házigazda nemzeteként vett részt a versenyeken. Az országot az olimpián 10 sportágban 88 sportoló képviselte, akik összesen 26 érmet szereztek.

## Érmesek
| Érem  | Versenyző                                                    | Sportág          | Versenyszám                  |
| ----- | ------------------------------------------------------------ | ---------------- | ---------------------------- |
| Arany | Lasse Kjus                                                   | Alpesisí         | Férfi összetett              |
| Arany | Fred Børre Lundberg                                          | Északi összetett | Egyéni                       |
| Arany | Johann Olav Koss                                             | Gyorskorcsolya   | Férfi 1500 m                 |
| Arany | Johann Olav Koss                                             | Gyorskorcsolya   | Férfi 5000 m                 |
| Arany | Johann Olav Koss                                             | Gyorskorcsolya   | Férfi 10 000 m               |
| Arany | Stine Lise Hattestad                                         | Síakrobatika     | Női mogul                    |
| Arany | Bjørn Dæhlie                                                 | Sífutás          | Férfi 10 km                  |
| Arany | Thomas Alsgaard                                              | Sífutás          | Férfi 30 km                  |
| Arany | Bjørn Dæhlie                                                 | Sífutás          | Férfi 15 km üldözőverseny    |
| Arany | Espen Bredesen                                               | Síugrás          | Egyéni, normálsánc           |
| Ezüst | Kjetil André Aamodt                                          | Alpesisí         | Férfi lesiklás               |
| Ezüst | Kjetil André Aamodt                                          | Alpesisí         | Férfi összetett              |
| Ezüst | Knut Tore Apeland Bjarte Engen Vik Fred Børre Lundberg       | Északi összetett | Csapat                       |
| Ezüst | Kjell Storelid                                               | Gyorskorcsolya   | Férfi 5000 m                 |
| Ezüst | Kjell Storelid                                               | Gyorskorcsolya   | Férfi 10 000 m               |
| Ezüst | Bjørn Dæhlie                                                 | Sífutás          | Férfi 30 km                  |
| Ezüst | Sture Sivertsen Vegard Ulvang Thomas Alsgaard Bjørn Dæhlie   | Sífutás          | Férfi 4 × 10 km váltó        |
| Ezüst | Marit Wold-Mikkelsplass                                      | Sífutás          | Női 30 km                    |
| Ezüst | Trude Dybendahl Inger Helene Nybråten Elin Nilsen Anita Moen | Sífutás          | Női 4 × 5 km váltó           |
| Ezüst | Lasse Ottesen                                                | Síugrás          | Egyéni, normálsánc           |
| Ezüst | Espen Bredesen                                               | Síugrás          | Egyéni, nagysánc             |
| Bronz | Kjetil André Aamodt                                          | Alpesisí         | Férfi szuperóriás-műlesiklás |
| Bronz | Harald Christian Strand Nilsen                               | Alpesisí         | Férfi összetett              |
| Bronz | Bjarte Engen Vik                                             | Északi összetett | Egyéni                       |
| Bronz | Hilde Synnøve Lid                                            | Síakrobatika     | Női ugrás                    |
| Bronz | Sture Sivertsen                                              | Sífutás          | Férfi 50 km                  |

## Alpesisí
Férfi
| Versenyző             | Versenyszám            | 1. futam      | 1. futam      | 2. futam      | 2. futam      | Összesítés | Összesítés |
| Versenyző             | Versenyszám            | Idő           | Hely.         | Idő           | Hely.         | Idő        | Helyezés   |
| --------------------- | ---------------------- | ------------- | ------------- | ------------- | ------------- | ---------- | ---------- |
| Kjetil André Aamodt   | Lesiklás               |               |               |               |               | 1:45,79    |            |
| Kjetil André Aamodt   | Műlesiklás             | 1:01,80       | 2.            | nem ért célba | nem ért célba | kiesett    | kiesett    |
| Kjetil André Aamodt   | Óriás-műlesiklás       | 1:30,03       | 18.           | 1:23,88       | 5.            | 2:53,91    | 12.        |
| Kjetil André Aamodt   | Szuperóriás-műlesiklás |               |               |               |               | 1:32,93    |            |
| Ole Kristian Furuseth | Műlesiklás             | kizárták      | kizárták      | kiesett       | kiesett       | kiesett    | kiesett    |
| Ole Kristian Furuseth | Óriás-műlesiklás       | nem ért célba | nem ért célba | kiesett       | kiesett       | kiesett    | kiesett    |
| Finn Christian Jagge  | Műlesiklás             | 1:02,16       | 5.            | 1:01,03       | 8.            | 2:03,19    | 6.         |
| Lasse Kjus            | Lesiklás               |               |               |               |               | 1:46,84    | 18.        |
| Lasse Kjus            | Műlesiklás             | nem ért célba | nem ért célba | kiesett       | kiesett       | kiesett    | kiesett    |
| Lasse Kjus            | Óriás-műlesiklás       | 1:29,07       | 7.            | 1:24,16       | 7.            | 2:53,23    | 7.         |
| Lasse Kjus            | Szuperóriás-műlesiklás |               |               |               |               | 1:34,02    | 12.        |
| Jan Einar Thorsen     | Lesiklás               |               |               |               |               | 1:46,34    | 10.        |
| Jan Einar Thorsen     | Óriás-műlesiklás       | 1:28,78       | 4.            | 1:23,93       | 6.            | 2:52,71    | 4.         |
| Jan Einar Thorsen     | Szuperóriás-műlesiklás |               |               |               |               | 1:33,37    | 7.         |
| Atle Skårdal          | Lesiklás               |               |               |               |               | 1:46,29    | 9.         |
| Atle Skårdal          | Szuperóriás-műlesiklás |               |               |               |               | 1:33,31    | 6.         |

| Versenyző                      | Versenyszám | Lesiklás | Lesiklás | Műlesiklás | Műlesiklás | Műlesiklás | Műlesiklás | Műlesiklás | Műlesiklás | Összesítés | Összesítés |
| Versenyző                      | Versenyszám | Lesiklás | Lesiklás | 1. futam   | 1. futam   | 2. futam   | 2. futam   | Össz.      | Össz.      | Összesítés | Összesítés |
| Versenyző                      | Versenyszám | Idő      | Hely.    | Idő        | Hely.      | Idő        | Hely.      | Idő        | Hely.      | Idő        | Helyezés   |
| ------------------------------ | ----------- | -------- | -------- | ---------- | ---------- | ---------- | ---------- | ---------- | ---------- | ---------- | ---------- |
| Kjetil André Aamodt            | Összetett   | 1:37,49  | 6.       | 51,77      | 9.         | 49,29      | 6.         | 1:41,06    | 9.         | 3:18,55    |            |
| Lasse Kjus                     | Összetett   | 1:36,95  | 1.       | 51,25      | 6.         | 49,33      | 8.         | 1:40,58    | 7.         | 3:17,53    |            |
| Atle Skårdal                   | Összetett   | 1:38,18  | 9.       | 54,29      | 27.        | 51,81      | 25.        | 1:46,10    | 23.        | 3:24,28    | 18.        |
| Harald Christian Strand Nilsen | Összetett   | 1:39,05  | 21.      | 51,59      | 8.         | 48,50      | 2.         | 1:40,09    | 4.         | 3:19,14    |            |

Női
| Versenyző           | Versenyszám            | 1. futam      | 1. futam      | 2. futam      | 2. futam      | Összesítés | Összesítés |
| Versenyző           | Versenyszám            | Idő           | Hely.         | Idő           | Hely.         | Idő        | Helyezés   |
| ------------------- | ---------------------- | ------------- | ------------- | ------------- | ------------- | ---------- | ---------- |
| Trine Bakke-Rognmo  | Műlesiklás             | kizárták      | kizárták      | kiesett       | kiesett       | kiesett    | kiesett    |
| Trine Bakke-Rognmo  | Óriás-műlesiklás       | 1:23,63       | 26.           | 1:13,55       | 18.           | 2:37,18    | 19.        |
| Caroline Gedde-Dahl | Műlesiklás             | kizárták      | kizárták      | kiesett       | kiesett       | kiesett    | kiesett    |
| Caroline Gedde-Dahl | Óriás-műlesiklás       | 1:23,42       | 22.           | nem ért célba | nem ért célba | kiesett    | kiesett    |
| Caroline Gedde-Dahl | Szuperóriás-műlesiklás |               |               |               |               | 1:26,13    | 35.        |
| Jeanette Lunde      | Lesiklás               |               |               |               |               | 1:37,80    | 11.        |
| Jeanette Lunde      | Szuperóriás-műlesiklás |               |               |               |               | 1:25,32    | 32.        |
| Trude Gimle         | Műlesiklás             | 1:01,55       | 20.           | 58,32         | 14.           | 1:59,87    | 15.        |
| Marianne Kjørstad   | Műlesiklás             | nem ért célba | nem ért célba | kiesett       | kiesett       | kiesett    | kiesett    |
| Marianne Kjørstad   | Óriás-műlesiklás       | 1:21,81       | 9.            | 1:12,98       | 10.           | 2:34,79    | 8.         |
| Marianne Kjørstad   | Szuperóriás-műlesiklás |               |               |               |               | 1:23,83    | 22.*       |

| Versenyző      | Versenyszám | Lesiklás | Lesiklás | Műlesiklás | Műlesiklás | Műlesiklás | Műlesiklás | Műlesiklás | Műlesiklás | Összesítés | Összesítés |
| Versenyző      | Versenyszám | Lesiklás | Lesiklás | 1. futam   | 1. futam   | 2. futam   | 2. futam   | Össz.      | Össz.      | Összesítés | Összesítés |
| Versenyző      | Versenyszám | Idő      | Hely.    | Idő        | Hely.      | Idő        | Hely.      | Idő        | Hely.      | Idő        | Helyezés   |
| -------------- | ----------- | -------- | -------- | ---------- | ---------- | ---------- | ---------- | ---------- | ---------- | ---------- | ---------- |
| Jeanette Lunde | Összetett   | 1:29,31  | 12.      | 55,11      | 18.        | 51,55      | 16.        | 1:46,66    | 16.        | 3:15,97    | 15.        |

* - egy másik versenyzővel azonos eredményt ért el

## Biatlon
Férfi
| Versenyző                                                          | Versenyszám      | Lövőhiba    | Időeredmény | Helyezés |
| ------------------------------------------------------------------ | ---------------- | ----------- | ----------- | -------- |
| Ole Einar Bjørndalen                                               | 10 km sprint     | 1 (1+0)     | 30:44,6     | 28.      |
| Ole Einar Bjørndalen                                               | 20 km egyéni     | 4 (1+1+1+1) | 1:01:51,0   | 36.      |
| Sylfest Glimsdal                                                   | 10 km sprint     | 3 (2+1)     | 32:07,4     | 53.      |
| Sylfest Glimsdal                                                   | 20 km egyéni     | 3 (2+0+0+1) | 59:42,4     | 9.       |
| Jon Åge Tyldum                                                     | 10 km sprint     | 2 (1+1)     | 30:36,7     | 25.      |
| Jon Åge Tyldum                                                     | 20 km egyéni     | 3 (2+0+0+1) | 1:03:31,7   | 52.      |
| Ivar Ulekleiv                                                      | 10 km sprint     | 1 (0+1)     | 29:56,6     | 14.      |
| Halvard Hanevold                                                   | 20 km egyéni     | 4 (1+0+2+1) | 1:02:52,0   | 46.      |
| Ole Einar Bjørndalen Ivar Ulekleiv Halvard Hanevold Jon Åge Tyldum | 4 × 7,5 km váltó | 0+0         | 1:33:32,8   | 7.       |

Női
| Versenyző                                                               | Versenyszám      | Lövőhiba    | Időeredmény | Helyezés |
| ----------------------------------------------------------------------- | ---------------- | ----------- | ----------- | -------- |
| Gunn Margit Andreassen                                                  | 15 km egyéni     | 3 (0+2+1+0) | 59:02,7     | 43.      |
| Anne Elvebakk                                                           | 15 km egyéni     | 5 (2+2+1+0) | 1:00:29,8   | 59.      |
| Hildegunn Fossen                                                        | 7,5 km sprint    | 4 (2+2)     | 29:16,2     | 47.      |
| Hildegunn Fossen                                                        | 15 km egyéni     | 3 (0+3+0+0) | 55:55,4     | 21.      |
| Elin Kristiansen                                                        | 7,5 km sprint    | 0 (0+0)     | 26:53,5     | 10.      |
| Elin Kristiansen                                                        | 15 km egyéni     | 3 (1+1+0+1) | 57:04,2     | 31.      |
| Annette Sikveland                                                       | 7,5 km sprint    | 2 (1+1)     | 27:32,8     | 22.      |
| Ann Elen Skjelbreid                                                     | 7,5 km sprint    | 1 (0+1)     | 27:17,7     | 17.      |
| Ann Elen Skjelbreid Annette Sikveland Hildegunn Fossen Elin Kristiansen | 4 × 7,5 km váltó | 2           | 1:54:08,1   | 4.       |

## Északi összetett
| Versenyző                                              | Versenyszám | Síugrás | Síugrás | Síugrás    | Sífutás   | Sífutás | Összesítés | Összesítés |
| Versenyző                                              | Versenyszám | Pont    | Hely.   | Időhátrány | Idő       | Hely.   | Idő        | Helyezés   |
| ------------------------------------------------------ | ----------- | ------- | ------- | ---------- | --------- | ------- | ---------- | ---------- |
| Knut Tore Apeland                                      | Egyéni      | 204,5   | 15.     | +4:43      | 39:16,6   | 9.      | 43:59,6    | 11.        |
| Trond Einar Elden                                      | Egyéni      | 201,5   | 17.*    | +5:03      | 38:07,7   | 1.      | 43:10,7    | 8.         |
| Bjarte Engen Vik                                       | Egyéni      | 240,5   | 3.      | +0:43      | 39:43,2   | 15.     | 40:26,2    |            |
| Fred Børre Lundberg                                    | Egyéni      | 247,0   | 1.      | –          | 39:07,9   | 8.      | 39:07,9    |            |
| Bjarte Engen Vik Knut Tore Apeland Fred Børre Lundberg | Csapat      | 672,0   | 2.      | +5:07      | 1:22:33,9 | 2.      | 1:27:40,9  |            |

* - egy másik versenyzővel azonos eredményt ért el

## Gyorskorcsolya
Férfi
| Versenyző        | Versenyszám | Eredmény       | Helyezés       |
| ---------------- | ----------- | -------------- | -------------- |
| Steinar Johansen | 1500 m      | 1:55,21        | 18.            |
| Johann Olav Koss | 1500 m      | 1:51,29        |                |
| Johann Olav Koss | 5000 m      | 6:34,96        |                |
| Johann Olav Koss | 10 000 m    | 13:30,55       |                |
| Grunde Njøs      | 500 m       | 36,66          | 7.             |
| Grunde Njøs      | 1000 m      | nem ért célba~ | nem ért célba~ |
| Ådne Søndrål     | 1000 m      | kizárták       | kizárták       |
| Ådne Søndrål     | 1500 m      | 1:53,13        | 4.             |
| Kjell Storelid   | 1500 m      | 1:54,69        | 14.            |
| Kjell Storelid   | 5000 m      | 6:42,68        |                |
| Kjell Storelid   | 10 000 m    | 13:49,25       |                |
| Roger Strøm      | 500 m       | nem ért célba~ | nem ért célba~ |
| Roger Strøm      | 1000 m      | 1:13,74        | 7.             |
| Atle Vårvik      | 5000 m      | 7:00,83        | 26.            |

Női
| Versenyző            | Versenyszám | Eredmény | Helyezés |
| -------------------- | ----------- | -------- | -------- |
| Edel Therese Høiseth | 500 m       | 40,20    | 8.       |
| Edel Therese Høiseth | 1000 m      | 1:22,98  | 26.      |

* - egy másik versenyzővel azonos eredményt ért el

~ - a futam során elesett

## Jégkorong
| Norvég nemzeti férfi jégkorongcsapat-játékoskeret | Norvég nemzeti férfi jégkorongcsapat-játékoskeret                                                                 | Norvég nemzeti férfi jégkorongcsapat-játékoskeret                                                                     |
| --- | --- | --- |
| - Lars Andersen - Morgan Andersen - Cato Tom Andersen - Vegar Barlie - Arne Billkvam - Svenn Erik Bjørnstad - Ole-Eskild Dahlstrøm - Jan-Roar Fagerli | - Morten Finstad - Tommy Jakobsen - Geir Hoff - Roy Johansen - Espen Knutsen - Erik Kristiansen - Trond Magnussen | - Jim Marthinsen - Svein Enok Nørstebø - Marius Rath - Petter Salsten - Rob Schistad - Petter Thoresen - Tom Johansen |

A csoport
| Hely. | Csapat       | M | Gy | D | V | G+ | G– | Gk  | P  | Továbbjutás     |
| ----- | ------------ | - | -- | - | - | -- | -- | --- | -- | --------------- |
| 1.    | Finnország   | 5 | 5  | 0 | 0 | 25 | 4  | +21 | 10 | Negyeddöntő     |
| 2.    | Németország  | 5 | 3  | 0 | 2 | 11 | 14 | −3  | 6  | Negyeddöntő     |
| 3.    | Csehország   | 5 | 3  | 0 | 2 | 16 | 11 | +5  | 6  | Negyeddöntő     |
| 4.    | Oroszország  | 5 | 3  | 0 | 2 | 20 | 14 | +6  | 6  | Negyeddöntő     |
| 5.    | Ausztria     | 5 | 1  | 0 | 4 | 13 | 28 | −15 | 2  | A 9–12. helyért |
| 6.    | Norvégia (R) | 5 | 0  | 0 | 5 | 5  | 19 | −14 | 0  | A 9–12. helyért |

1. 1 2 3  Németország 2 pont, +1 gk.; Csehország 2 pont, 0 gk.; Oroszország 2 pont, –1 gk.

| 1994. február 12. 18:30 | Oroszország (RUS) | 5–1 (2–1, 1–0, 2–0) | Norvégia (NOR) | Gjøvik Olympic Cavern Hall, Gjøvik Nézőszám: 5200 |

| | Andrej Zujev | Kapusok                          | Robert Schistad | Játékvezető: Peter Slapke Vonalbírók: Wilhelm Schimm Miloš Benek |
| \| Guszmanov – 00:23 \| 1–0 \| \| \| Berezin (Kudasov) (SH) – 03:27 \| 2– 0 \| \| \| Taraszenko (Torgajev) – 23:47 \| 3–0 \| \| \| \| 3–1 \| 18:19 – Rath (Knutsen, Andersen) \| \| Karpov (Yevtyuhin) (SH) – 52:36 \| 4–1 \| \| \| Szorokin – 54:39 \| 5–1 \| \| |              |                                  |                 | Játékvezető: Peter Slapke Vonalbírók: Wilhelm Schimm Miloš Benek |
| 14 perc | Büntetések   | 10 perc                          |                 | Játékvezető: Peter Slapke Vonalbírók: Wilhelm Schimm Miloš Benek |
| 27 | Lövések      | 18                               |                 | Játékvezető: Peter Slapke Vonalbírók: Wilhelm Schimm Miloš Benek |
| Guszmanov – 00:23 | 1–0          |                                  |                 | Játékvezető: Peter Slapke Vonalbírók: Wilhelm Schimm Miloš Benek |
| Berezin (Kudasov) (SH) – 03:27 | 2– 0         |                                  |                 | Játékvezető: Peter Slapke Vonalbírók: Wilhelm Schimm Miloš Benek |
| Taraszenko (Torgajev) – 23:47 | 3–0          |                                  |                 | Játékvezető: Peter Slapke Vonalbírók: Wilhelm Schimm Miloš Benek |
| | 3–1          | 18:19 – Rath (Knutsen, Andersen) |                 |                                                                  |
| Karpov (Yevtyuhin) (SH) – 52:36 | 4–1          |                                  |                 |                                                                  |
| Szorokin – 54:39 | 5–1          |                                  |                 |                                                                  |

| 1994. február 14. 15:00 | Németország (GER) | 2–1 (1–0, 1–1, 0–0) | Norvégia (NOR) | Håkons Hall, Lillehammer Nézőszám: 9245 |

| | Helmut de Raaf | Kapusok                                   | Jim Marthinsen | Játékvezető: Petr Bolina Vonalbírók: Václav Český Szergej Feofanov |
| \| Hegen (Benda, Amann) – 12:48 \| 1–0 \| \| \| Stefan (Niederberger) – 24:49 \| 2–0 \| \| \| \| 2–1 \| 37:22 – Dahlstrøm (Salsten, Knutsen) (PP) \| |                |                                           |                | Játékvezető: Petr Bolina Vonalbírók: Václav Český Szergej Feofanov |
| 10 perc | Büntetések     | 4 perc                                    |                | Játékvezető: Petr Bolina Vonalbírók: Václav Český Szergej Feofanov |
| 21 | Lövések        | 22                                        |                | Játékvezető: Petr Bolina Vonalbírók: Václav Český Szergej Feofanov |
| Hegen (Benda, Amann) – 12:48 | 1–0            |                                           |                | Játékvezető: Petr Bolina Vonalbírók: Václav Český Szergej Feofanov |
| Stefan (Niederberger) – 24:49 | 2–0            |                                           |                | Játékvezető: Petr Bolina Vonalbírók: Václav Český Szergej Feofanov |
| | 2–1            | 37:22 – Dahlstrøm (Salsten, Knutsen) (PP) |                | Játékvezető: Petr Bolina Vonalbírók: Václav Český Szergej Feofanov |

| 1994. február 16. 20:00 | Norvégia (NOR) | 0–4 (0–1, 0–2, 0–1) | Finnország (FIN) | Håkons Hall, Lillehammer Nézőszám: 9250 |

| | Jim Marthinsen | Kapusok                                | Jarmo Myllys | Játékvezető: Karl Korentschnig Vonalbírók: Václav Český Lionel Ollier |
| \| \| 0–1 \| 06:46 – Varis (Palo, Jutila) \| \| \| 0–2 \| 21:23 – Strömberg (Nieminen, Helminen) \| \| \| 0–3 \| 36:51 – Hämäläinen (Ojanen) \| \| \| 0–4 \| 48:31 – Peltonen (Laukkanen) (PP) \| |                |                                        |              | Játékvezető: Karl Korentschnig Vonalbírók: Václav Český Lionel Ollier |
| 8 perc | Büntetések     | 8 perc                                 |              | Játékvezető: Karl Korentschnig Vonalbírók: Václav Český Lionel Ollier |
| 11 | Lövések        | 32                                     |              | Játékvezető: Karl Korentschnig Vonalbírók: Václav Český Lionel Ollier |
| | 0–1            | 06:46 – Varis (Palo, Jutila)           |              | Játékvezető: Karl Korentschnig Vonalbírók: Václav Český Lionel Ollier |
| | 0–2            | 21:23 – Strömberg (Nieminen, Helminen) |              | Játékvezető: Karl Korentschnig Vonalbírók: Václav Český Lionel Ollier |
| | 0–3            | 36:51 – Hämäläinen (Ojanen)            |              | Játékvezető: Karl Korentschnig Vonalbírók: Václav Český Lionel Ollier |
| | 0–4            | 48:31 – Peltonen (Laukkanen) (PP)      |              |                                                                       |

| 1994. február 18. 20:00 | Csehország (CZE) | 4–1 (3–0, 0–0, 1–1) | Norvégia (NOR) | Håkons Hall, Lillehammer Nézőszám: 9245 |

| | Petr Bříza | Kapusok                                 | Jim Marthinsen | Játékvezető: Ruggero Savaris Vonalbírók: Helmuth Mair Lionel Ollier |
| \| Doležal (Janecký) – 16:47 \| 1–0 \| \| \| Sršeň (Kašťák) – 17:41 \| 2–0 \| \| \| Ťoupal – 19:03 \| 3–0 \| \| \| \| 3–1 \| 51:51 – Dahlstrøm (Magnussen, Andersen) \| \| Kučera (ENG) – 58:53 \| 4–1 \| \| |            |                                         |                | Játékvezető: Ruggero Savaris Vonalbírók: Helmuth Mair Lionel Ollier |
| 8 perc | Büntetések | 10 perc                                 |                | Játékvezető: Ruggero Savaris Vonalbírók: Helmuth Mair Lionel Ollier |
| 29 | Lövések    | 15                                      |                | Játékvezető: Ruggero Savaris Vonalbírók: Helmuth Mair Lionel Ollier |
| Doležal (Janecký) – 16:47 | 1–0        |                                         |                | Játékvezető: Ruggero Savaris Vonalbírók: Helmuth Mair Lionel Ollier |
| Sršeň (Kašťák) – 17:41 | 2–0        |                                         |                | Játékvezető: Ruggero Savaris Vonalbírók: Helmuth Mair Lionel Ollier |
| Ťoupal – 19:03 | 3–0        |                                         |                | Játékvezető: Ruggero Savaris Vonalbírók: Helmuth Mair Lionel Ollier |
| | 3–1        | 51:51 – Dahlstrøm (Magnussen, Andersen) |                |                                                                     |
| Kučera (ENG) – 58:53 | 4–1        |                                         |                |                                                                     |

| 1994. február 20. 20:00 | Norvégia (NOR) | 2–4 (1–1, 1–1, 0–2) | Ausztria (AUT) | Håkons Hall, Lillehammer Nézőszám: 9225 |

| | Jim Marthinsen | Kapusok                             | Michael Puschacher | Játékvezető: Rob Hearn Vonalbírók: Václav Český Miloš Benek |
| \| Dahlstrøm (Kristiansen) (PP) – 9:55 \| 1–0 \| \| \| \| 1–1 \| 13:46 – A. Pusnik (Kromp) \| \| \| 1–2 \| 24:30 – Burton \| \| Rath (Nørstebø) – 26:01 \| 2–2 \| \| \| \| 2–3 \| 48:16 – G. Pusnik (Dallman) \| \| \| 2–4 \| 50:49 – Doyle (Kerth, Dallman) (PP) \| |                |                                     |                    | Játékvezető: Rob Hearn Vonalbírók: Václav Český Miloš Benek |
| 8 perc | Büntetések     | 14 perc                             |                    | Játékvezető: Rob Hearn Vonalbírók: Václav Český Miloš Benek |
| 38 | Lövések        | 19                                  |                    | Játékvezető: Rob Hearn Vonalbírók: Václav Český Miloš Benek |
| Dahlstrøm (Kristiansen) (PP) – 9:55 | 1–0            |                                     |                    | Játékvezető: Rob Hearn Vonalbírók: Václav Český Miloš Benek |
| | 1–1            | 13:46 – A. Pusnik (Kromp)           |                    | Játékvezető: Rob Hearn Vonalbírók: Václav Český Miloš Benek |
| | 1–2            | 24:30 – Burton                      |                    | Játékvezető: Rob Hearn Vonalbírók: Václav Český Miloš Benek |
| Rath (Nørstebø) – 26:01 | 2–2            |                                     |                    |                                                             |
| | 2–3            | 48:16 – G. Pusnik (Dallman)         |                    |                                                             |
| | 2–4            | 50:49 – Doyle (Kerth, Dallman) (PP) |                    |                                                             |

A 9–12. helyért
| 1994. február 22. 21:00 | Olaszország (ITA) | 6–3 (3–2, 1–1, 2–0) | Norvégia (NOR) | Håkons Hall, Lillehammer Nézőszám: 9228 |

| | Bruno Campese | Kapusok                     | Jim Marthinsen | Játékvezető: Karl Korentschnig Vonalbírók: Jouni Lojander Miloš Benek |
| \| Orlando – 00:18 \| 1–0 \| \| \| \| 1–1 \| 07:22 – Salsten (Dahlstrøm) \| \| Camazzola (Orlando) – 08:06 \| 2–1 \| \| \| Ramoser – 11:56 \| 3–1 \| \| \| \| 3–2 \| 16:38 – Hoff (Fagerli) \| \| \| 3–3 \| 21:36 – Jakobsen (Barlie) \| \| Zarrillo (Circelli) – 37:50 \| 4–3 \| \| \| Topatigh (Orlando) – 53:41 \| 5–3 \| \| \| Orlando (Topatigh) – 56:36 \| 6–3 \| \| |               |                             |                | Játékvezető: Karl Korentschnig Vonalbírók: Jouni Lojander Miloš Benek |
| 4 perc | Büntetések    | 4 perc                      |                | Játékvezető: Karl Korentschnig Vonalbírók: Jouni Lojander Miloš Benek |
| 18 | Lövések       | 24                          |                | Játékvezető: Karl Korentschnig Vonalbírók: Jouni Lojander Miloš Benek |
| Orlando – 00:18 | 1–0           |                             |                | Játékvezető: Karl Korentschnig Vonalbírók: Jouni Lojander Miloš Benek |
| | 1–1           | 07:22 – Salsten (Dahlstrøm) |                | Játékvezető: Karl Korentschnig Vonalbírók: Jouni Lojander Miloš Benek |
| Camazzola (Orlando) – 08:06 | 2–1           |                             |                | Játékvezető: Karl Korentschnig Vonalbírók: Jouni Lojander Miloš Benek |
| Ramoser – 11:56 | 3–1           |                             |                |                                                                       |
| | 3–2           | 16:38 – Hoff (Fagerli)      |                |                                                                       |
| | 3–3           | 21:36 – Jakobsen (Barlie)   |                |                                                                       |
| Zarrillo (Circelli) – 37:50 | 4–3           |                             |                |                                                                       |
| Topatigh (Orlando) – 53:41 | 5–3           |                             |                |                                                                       |
| Orlando (Topatigh) – 56:36 | 6–3           |                             |                |                                                                       |

A 11. helyért
| 1994. február 24. 16:00 | Norvégia (NOR) | 3–1 (1–0, 1–0, 1–1) | Ausztria (AUT) | Håkons Hall, Lillehammer Nézőszám: 9245 |

| | Jim Marthinsen | Kapusok                         | Brian Stankiewicz | Játékvezető: Petr Bolina Vonalbírók: Lionel Ollier Helmuth Mair |
| \| Knutsen (PP) – 05:40 \| 1–0 \| \| \| Johansen – 39:22 \| 2–0 \| \| \| \| 2–1 \| 53:06 – A. Pusnik (G. Puschnik) \| \| Dahlstrøm (Knutsen) (PP, ENG) – 59:53 \| 3–1 \| \| |                |                                 |                   | Játékvezető: Petr Bolina Vonalbírók: Lionel Ollier Helmuth Mair |
| 16 perc | Büntetések     | 22 perc                         |                   | Játékvezető: Petr Bolina Vonalbírók: Lionel Ollier Helmuth Mair |
| 26 | Lövések        | 19                              |                   | Játékvezető: Petr Bolina Vonalbírók: Lionel Ollier Helmuth Mair |
| Knutsen (PP) – 05:40 | 1–0            |                                 |                   | Játékvezető: Petr Bolina Vonalbírók: Lionel Ollier Helmuth Mair |
| Johansen – 39:22 | 2–0            |                                 |                   | Játékvezető: Petr Bolina Vonalbírók: Lionel Ollier Helmuth Mair |
| | 2–1            | 53:06 – A. Pusnik (G. Puschnik) |                   | Játékvezető: Petr Bolina Vonalbírók: Lionel Ollier Helmuth Mair |
| Dahlstrøm (Knutsen) (PP, ENG) – 59:53 | 3–1            |                                 |                   |                                                                 |

| Csapat         | Helyezés |
| -------------- | -------- |
| Norvégia (NOR) | 11.      |

## Rövidpályás gyorskorcsolya
Férfi
| Versenyző                                                                     | Versenyszám  | Előfutam | Előfutam | Negyeddöntő | Negyeddöntő | Elődöntő | Elődöntő | B döntő | B döntő | Döntő   | Döntő   | Helyezés |
| Versenyző                                                                     | Versenyszám  | Idő      | Hely.    | Idő         | Hely.       | Idő      | Hely.    | Idő     | Hely.   | Idő     | Hely.   | Helyezés |
| ----------------------------------------------------------------------------- | ------------ | -------- | -------- | ----------- | ----------- | -------- | -------- | ------- | ------- | ------- | ------- | -------- |
| Bjørnar Elgetun                                                               | 500 m        | 44,01    | 1.       | 45,35       | 3.          | kiesett  | kiesett  | kiesett | kiesett | kiesett | kiesett | 9.       |
| Bjørnar Elgetun                                                               | 1000 m       | 1:32,35  | 2.       | 1:30,96     | 3.          | kiesett  | kiesett  | kiesett | kiesett | kiesett | kiesett | 11.      |
| Bjørnar Elgetun Gisle Elvebakken Tore Klevstuen Morten Staubo Øystein Carlsen | 5000 m váltó |          |          |             |             | 7:25,73  | 4.       | 7:24,29 | 2.      |         |         | 6.       |

## Síakrobatika
Ugrás
| Versenyző         | Versenyszám | Selejtező | Selejtező | Döntő   | Döntő    |
| Versenyző         | Versenyszám | Pont      | Helyezés  | Pont    | Helyezés |
| ----------------- | ----------- | --------- | --------- | ------- | -------- |
| Tor Skeie         | Férfi       | 172,77    | 15.       | kiesett | kiesett  |
| Hilde Synnøve Lid | Női         | 158,70    | 2.        | 164,13  |          |

Mogul
| Versenyző            | Versenyszám | Selejtező | Selejtező | Döntő | Döntő    |
| Versenyző            | Versenyszám | Pont      | Helyezés  | Pont  | Helyezés |
| -------------------- | ----------- | --------- | --------- | ----- | -------- |
| Hans Engelsen Eide   | Férfi       | 25,06     | 8.        | 23,32 | 15.      |
| Stine Lise Hattestad | Női         | 24,91     | 2.        | 14,00 |          |

## Sífutás
Férfi
| Versenyző                                                  | Versenyszám         | Eredmény  | Helyezés |
| ---------------------------------------------------------- | ------------------- | --------- | -------- |
| Thomas Alsgaard                                            | 10 km               | 26:07,0   | 24.      |
| Thomas Alsgaard                                            | 30 km               | 1:12:26,4 |          |
| Bjørn Dæhlie                                               | 10 km               | 24:20,1   |          |
| Bjørn Dæhlie                                               | 15 km üldözőverseny | 35:48,8   |          |
| Bjørn Dæhlie                                               | 30 km               | 1:13:13,6 |          |
| Bjørn Dæhlie                                               | 50 km               | 2:09:11,4 | 4.       |
| Erling Jevne                                               | 50 km               | 2:09:12,2 | 5.       |
| Egil Kristiansen                                           | 30 km               | 1:15:37,7 | 8.       |
| Sture Sivertsen                                            | 10 km               | 24:59,7   | 5.       |
| Sture Sivertsen                                            | 15 km üldözőverseny | 37:49,7   | 7.       |
| Sture Sivertsen                                            | 50 km               | 2:08:49,0 |          |
| Kristen Skjeldal                                           | 30 km               | 1:17:48,3 | 18.      |
| Vegard Ulvang                                              | 10 km               | 25:08,0   | 7.       |
| Vegard Ulvang                                              | 50 km               | 2:10:40,0 | 10.      |
| Sture Sivertsen Vegard Ulvang Thomas Alsgaard Bjørn Dæhlie | 4 × 10 km váltó     | 1:41:15,4 |          |

Női
| Versenyző                                                                 | Versenyszám         | Eredmény  | Helyezés |
| ------------------------------------------------------------------------- | ------------------- | --------- | -------- |
| Trude Dybendahl-Hartz                                                     | 5 km                | 14:48,1   | 7.       |
| Trude Dybendahl-Hartz                                                     | 10 km üldözőverseny | 28:42,2   | 7.       |
| Trude Dybendahl-Hartz                                                     | 30 km               | 1:26:52,6 | 4.       |
| Marit Wold-Mikkelsplass                                                   | 15 km               | 43:25,1   | 14.*     |
| Marit Wold-Mikkelsplass                                                   | 30 km               | 1:25:57,8 |          |
| Anita Moen-Guidon                                                         | 5 km                | 14:39,4   | 4.       |
| Anita Moen-Guidon                                                         | 10 km üldözőverseny | 29:13,2   | 8.       |
| Anita Moen-Guidon                                                         | 15 km               | 42:42,9   | 10.      |
| Anita Moen-Guidon                                                         | 30 km               | 1:28:18,1 | 10.      |
| Elin Nilsen                                                               | 5 km                | 15:03,1   | 12.      |
| Elin Nilsen                                                               | 10 km üldözőverseny | 29:35,4   | 12.      |
| Elin Nilsen                                                               | 15 km               | 43:19,8   | 13.      |
| Inger Helene Nybråten                                                     | 5 km                | 14:43,6   | 5.       |
| Inger Helene Nybråten                                                     | 30 km               | 1:27:11,2 | 7.       |
| Bente Skari-Martinsen                                                     | 15 km               | 44:35,0   | 20.      |
| Trude Dybendahl-Hartz Inger Helene Nybråten Elin Nilsen Anita Moen-Guidon | 4 × 5 km váltó      | 57:42,6   |          |

* - egy másik versenyzővel azonos eredményt ért el

## Síugrás
| Versenyző                                               | Versenyszám | 1. ugrás | 1. ugrás | 2. ugrás | 2. ugrás | Összesítés | Összesítés |
| Versenyző                                               | Versenyszám | Pont     | Hely.    | Pont     | Hely.    | Pont       | Helyezés   |
| ------------------------------------------------------- | ----------- | -------- | -------- | -------- | -------- | ---------- | ---------- |
| Øyvind Berg                                             | Normálsánc  | 112,5    | 24.**    | 37,0     | 55.      | 149,5      | 52.        |
| Øyvind Berg                                             | Nagysánc    | 99,6     | 16.      | 87,4     | 17.      | 187,0      | 17.        |
| Espen Bredesen                                          | Normálsánc  | 140,5    | 1.       | 141,5    | 1.       | 282,0      |            |
| Espen Bredesen                                          | Nagysánc    | 144,4    | 1.       | 122,1    | 3.       | 266,5      |            |
| Bjørn Myrbakken                                         | Normálsánc  | 87,0     | 34.      | 84,5     | 47.*     | 177,5      | 39.        |
| Lasse Ottesen                                           | Normálsánc  | 137,5    | 2.       | 130,5    | 4.       | 268,0      |            |
| Lasse Ottesen                                           | Nagysánc    | 109,6    | 11.*     | 117,0    | 6.       | 226,6      | 6.         |
| Stein Henrik Tuff                                       | Nagysánc    | 51,1     | 46.      | 59,4     | 41.      | 110,5      | 43.        |
| Espen Bredesen Lasse Ottesen Øyvind Berg Roar Ljøkelsøy | Csapat      | 449,7    | 4.       | 449,1    | 3.       | 898,8      | 4.         |

* - egy másik versenyzővel azonos eredményt ért el

** - két másik versenyzővel azonos eredményt ért el

## Szánkó
| Versenyző                         | Versenyszám | 1. futam | 1. futam | 2. futam | 2. futam | 3. futam | 3. futam | 4. futam | 4. futam | Összesítés | Összesítés |
| Versenyző                         | Versenyszám | Idő      | Hely.    | Idő      | Hely.    | Idő      | Hely.    | Idő      | Hely.    | Idő        | Helyezés   |
| --------------------------------- | ----------- | -------- | -------- | -------- | -------- | -------- | -------- | -------- | -------- | ---------- | ---------- |
| Pia Wedege                        | Női egyes   | 49,367   | 12.      | 49,490   | 10.      | 49,720   | 17.      | 49,470   | 13.      | 3:18,047   | 13.        |
| Harald Rolfsen Lars-Marius Waldal | Kettes      | kizárták | kizárták | kiesett  | kiesett  |          |          |          |          | kiesett    | kiesett    |